# Pliosaurus funkei
Pliosaurus funkei — вид пліозаврів, відкритий групою норвезьких палеонтологів на чолі з Йорном Хурумом (Jørn Hurum) з Осло між 2006 і 2007 роками на Шпіцбергені. Цей вид жив наприкінці верхньої юри (титон), близько 147 мільйонів років тому. За оцінками, його довжина становила від 10 до 13 метрів, що робить його одним з найбільших пліозаврів, які коли-небудь жили.
2009 року вийшов документальний фільм про розкопки скелета Pliosaurus funkei на одному з островів Шпіцбергена. Вид Pliosaurus funkei був описаний у 2012 році Еспеном М. Кнутсеном, Патріком С. Друкенміллером та Йорном Х. Хурумом.

## Назва
Свою видову назву, funkei, він отримав на честь Бйорна Функе, першовідкривача голотипу PMO 214.135, та його дружини Мей-Лісс Кнудсен Функе, яка присвятила кілька років добровільної роботи над палеонтологічною колекцією Музею природознавства при Університеті Осло.

## Історія відкриття
Викопні рештки тварини були знайдені під час двох експедицій на архіпелаг Шпіцберген у 2006—2007 рр. У серпні 2007 року команда розкопала велику морську палеофауну, включаючи іхтіозаврів, плезіозаврів і рештки великого пліозавра. Наприкінці експедиції Йорн Хурум виявив сліди ще одного пліозавра, але кінець арктичного літа означав, що їм довелося повернутися до Норвегії. Нова двотижнева експедиція в червні 2008 року знайшла фрагментарний череп пліозавра, названого командою «Хижак Ікс», який виявився навіть більшим за свого попередника. Тварина явно належала до нового, ще не описаного виду, і її розміри були разючими.
Дослідження решток зайняло кілька років, головним чином через час, необхідний для підготовки скам'янілості, яка перебувала в дуже поганому стані. Під дією поперемінного заморожування і відтавання скам'янілі рештки були розбиті методом геліфракції на велику кількість фрагментів, часто розміром менше сантиметра (команда знайшла 20 000 фрагментів). Скам'янілі рештки були загорнуті в жорстку ганчірку для транспортування в лабораторію, де вони були реконструйовані перед подальшим аналізом.

## Опис
Початкові оцінки розмірів пліозавра ґрунтувалися на надзвичайно добре збереженому потиличному відростку діаметром 16 см, що вдвічі більше, ніж у тиранозавра рекса, і зубах довжиною понад 30 см, що давало підстави припустити, що тварина була завдовжки близько 15 м і важила близько 45 тонн. На момент опису у 2012 році розміри Pliosaurus funkei оцінювалися від 10 до 13 метрів. Мозок цього хижака був схожий, пропорційно до розмірів тварини, на мозок сучасної великої білої акули.

## В культурі
Pliosaurus funkei був показаний у 4-й серії «Боротьба за виживання» документального телесеріалу BBC «Планета динозаврів» 2011 року, створеного Найджелом Патерсоном і Філом Добрі та озвученого Джоном Хертом.